# Сета (Ређо Емилија)
Сета је насеље у Италији у округу Ређо Емилија, региону Емилија-Ромања.
Према процени из 2011. у насељу је живело 130 становника. Насеље се налази на надморској висини од 25 м.